# Sigurd Wikland
Sigurd Ragnar Wikland, född den 14 juni 1876 i Silleruds församling, Värmlands län, död den 5 mars 1945 i Stockholm, var en svensk bokhållare. Han var bror till Einar Wikland och far till Gunnar Wikland.
Wikland gick i Karlstads läroverk till 1893. Efter anställning i Sverige och London 1893–1897 var han korresponderande kontors- och bokföringschef vid Billnäs bruk i Finland 1897–1899, kontors- och bokföringschef vid Siitola i Imatra i Finland 1899–1900, åter kontors- och bokföringschef vid Billnäs bruk 1900–1902, kontors- och bokföringschef vid Svenska tryckeriaktiebolaget i Stockholm 1906–1907 och verkställande direktör vid Tryckeriaktiebolaget Ferm 1907–1915. Wikland bedrev revisionsverksamhet från 1916. Han blev riddare av Vasaorden 1926 och av Nordstjärneorden 1936 samt kommendör av andra klassen av Vasaorden 1940.